# رهاب الضلال

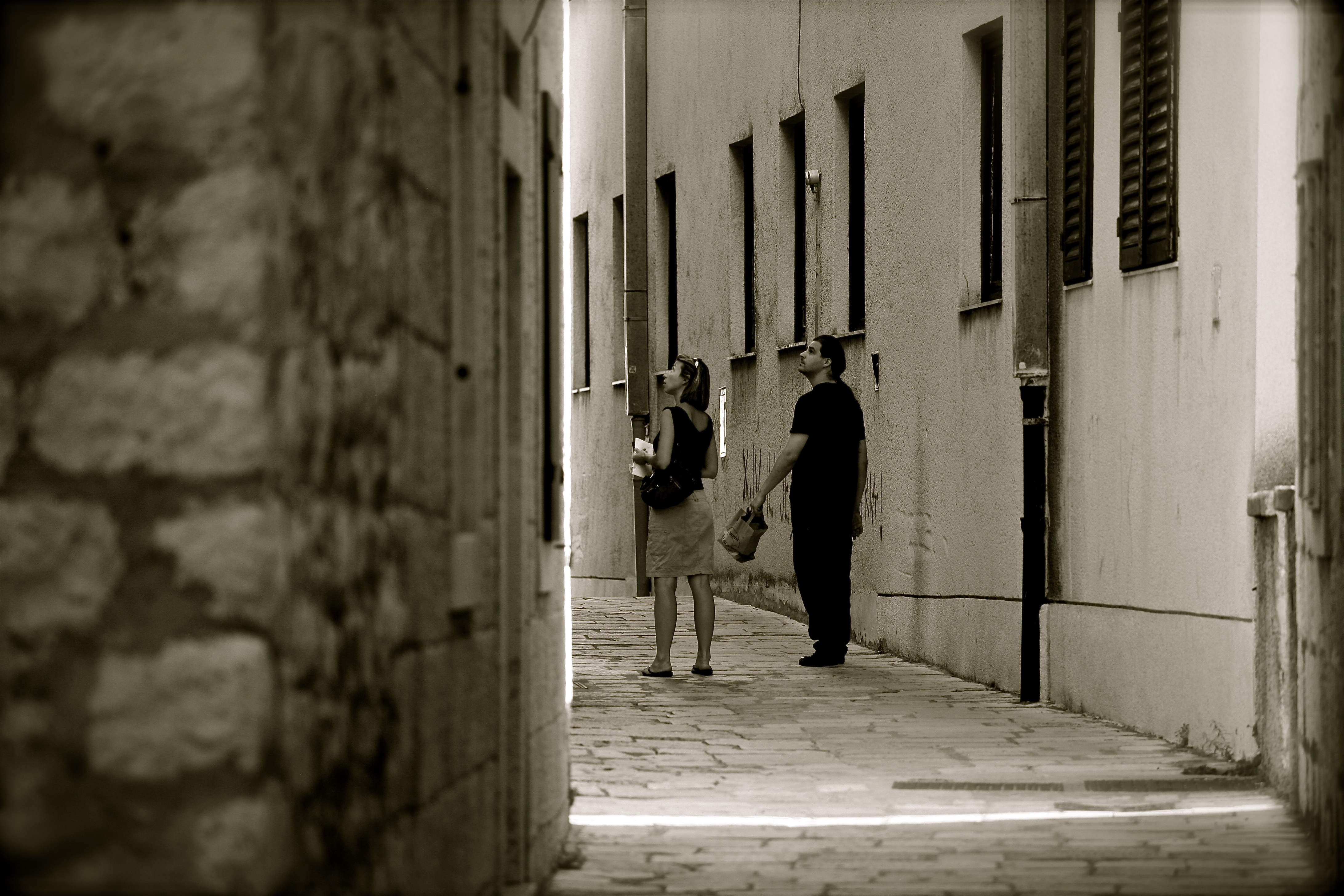
اللضلضة هو رهاب الضلال

اللَّضْلَضَة أو رُهَاب الضَّلاَل (بالإنجليزية: mazeophobia)‏ هو خوف المَرْءِ من أن يضلّ طريقه.